# Diocèse de Connor
Le diocèse de Connor est un diocèse anglican de l'Église d'Irlande dépendant de la province d'Armagh.
Les cathédrales épiscopales sont celles de :
- Sainte-Anne de Belfast,
- Christ Church de Lisburn.